# Villa comunale Umberto I

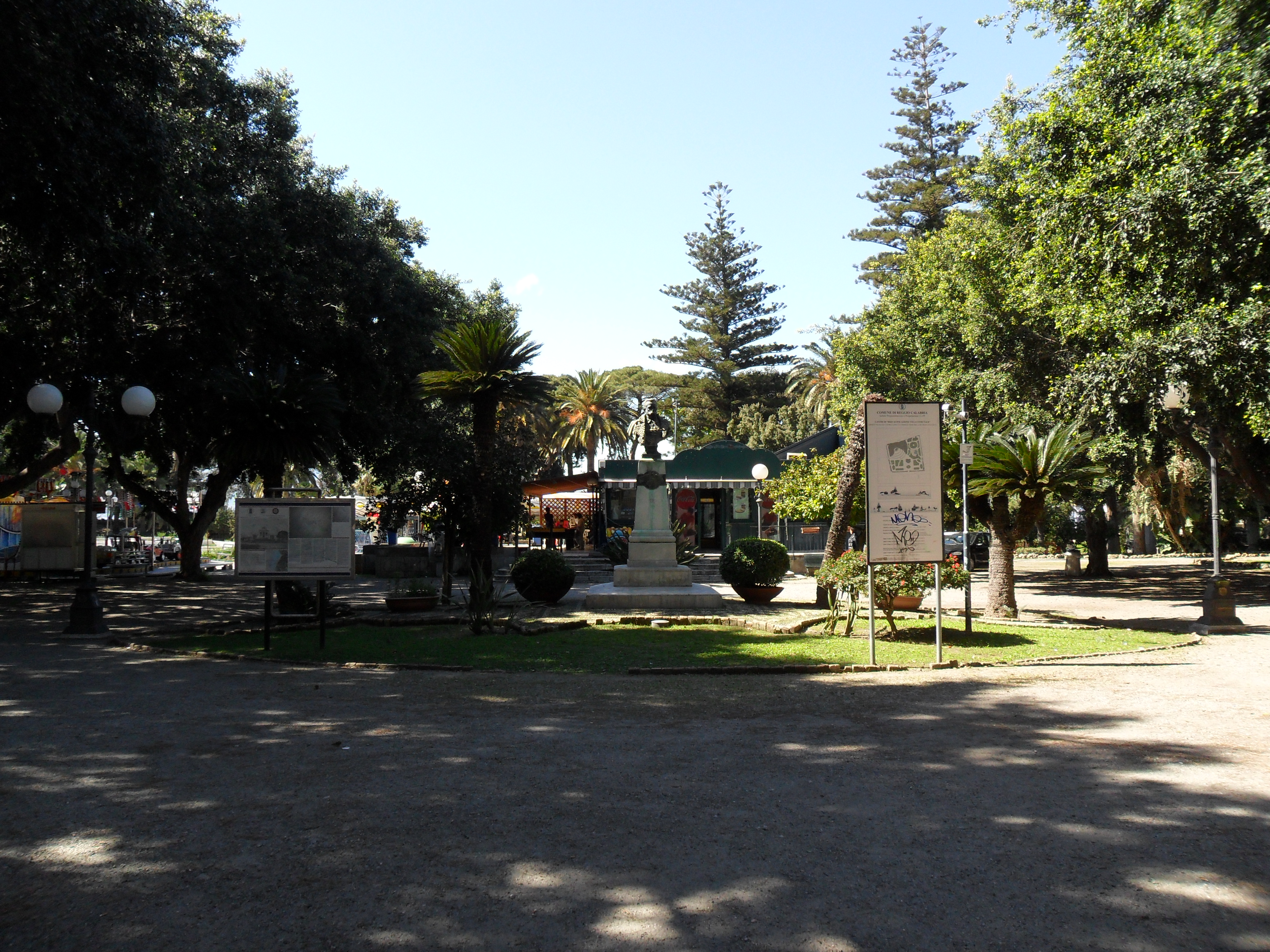
La Villa dall'ingresso principale.

Villa comunale Umberto I  è un gruppo di giardini pubblici della città di Reggio Calabria.

## I giardini pubblici

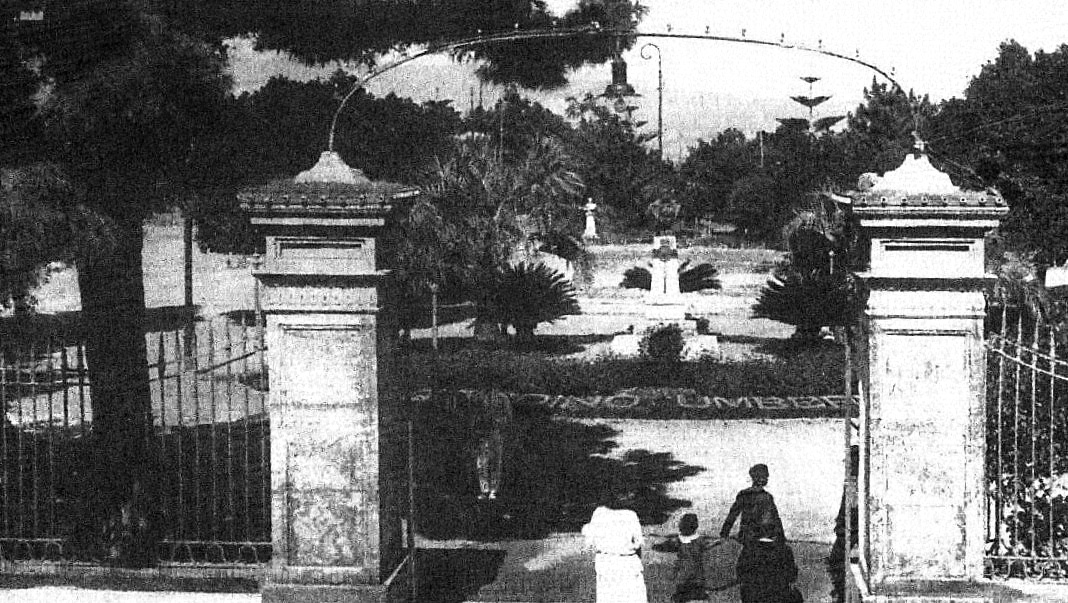
I Giardini Pubblici Umberto I nell'800.

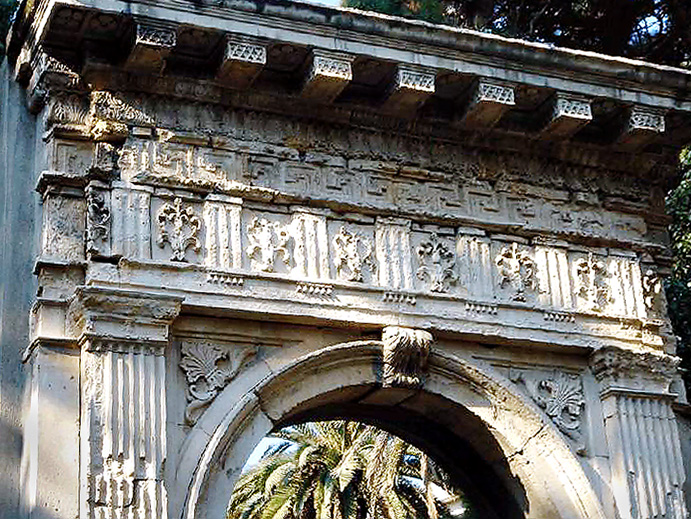
Il portale di Casa Vitrioli.

La Villa è uno spazio comunale che si estende in un'area di circa un ettaro nel centro storico, compresa tra l'estremità meridionale del corso Garibaldi e il lungomare Giacomo Matteotti. Situata nei pressi della questura, la Villa presenta diverse entrate, ma la principale è quella sul corso Garibaldi.
L'area rappresenta uno dei polmoni verdi della città, ma possiede al suo interno anche importanti elementi artistici, come i busti in bronzo e marmo dei patrioti e, soprattutto, il monumentale neoclassico Portale di Casa Vitrioli del XVI secolo, realizzato in calcare tenero e pietra di Lazzàro, che apparteneva al palazzo (gravemente danneggiato dal terremoto e poi abbattuto) di proprietà dell'insigne latinista reggino.
All'interno dei giardini si trovano i busti:
- di Umberto I, opera in bronzo di Concesso Barca inaugurata nel 1907;
- del patriota e studioso Paolo Pellicano, in marmo;
- del politico Domenico Tripepi, in bronzo;
- del patriota Antonio Plutino, opera di Giuseppe Scerbo del 1872.

Gli spazi verdi, caratterizzati da vicoli nascosti, conferiscono alla Villa un'atmosfera particolare che la rende uno dei luoghi più apprezzati di Reggio. Il "Viale delle Colonne" è così detto per la presenza dei resti di colonne romane (delle quali una alta 6 m), e attraversa il giardino partendo dal portale di Casa Vitrioli fino al "Laghetto dei Cigni".
Ma il richiamo principale della Villa Comunale è costituito dalle essenze che formano un orto botanico di valore storico, oltre che scientifico. Nel giardino della Villa crescono specie vegetali per lo più rare ed esotiche; non a caso infatti nei pressi è situata la Stazione sperimentale per le industrie delle essenze e dei derivati dagli agrumi.
Durante l'anno, alcune delle manifestazioni culturali della città (rassegne teatrali, festival cinematografici e concerti) si svolgono nella Villa Umberto I.

## L'orto botanico

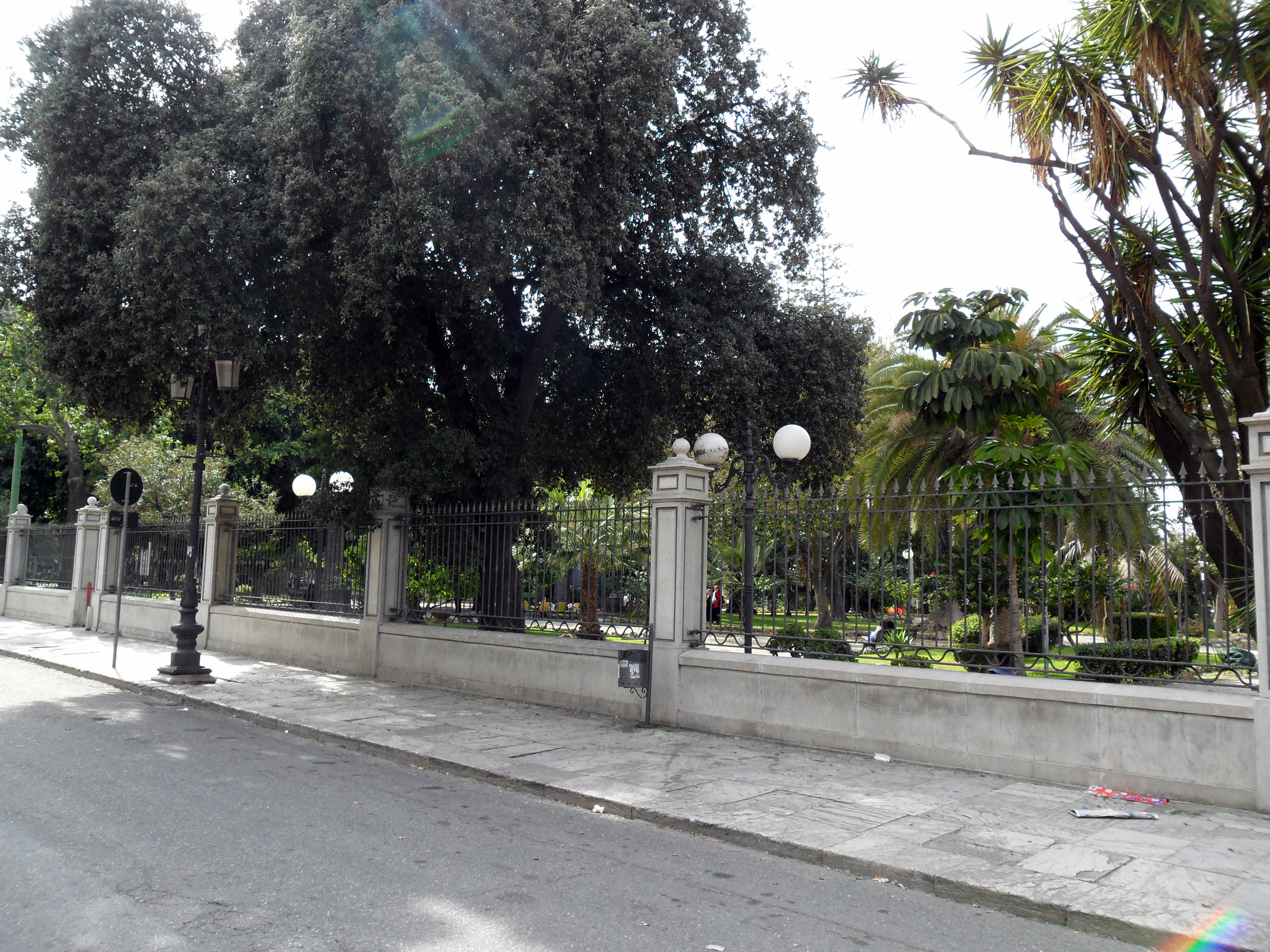
parte dell'esterno della villa dal C.so Garibaldi

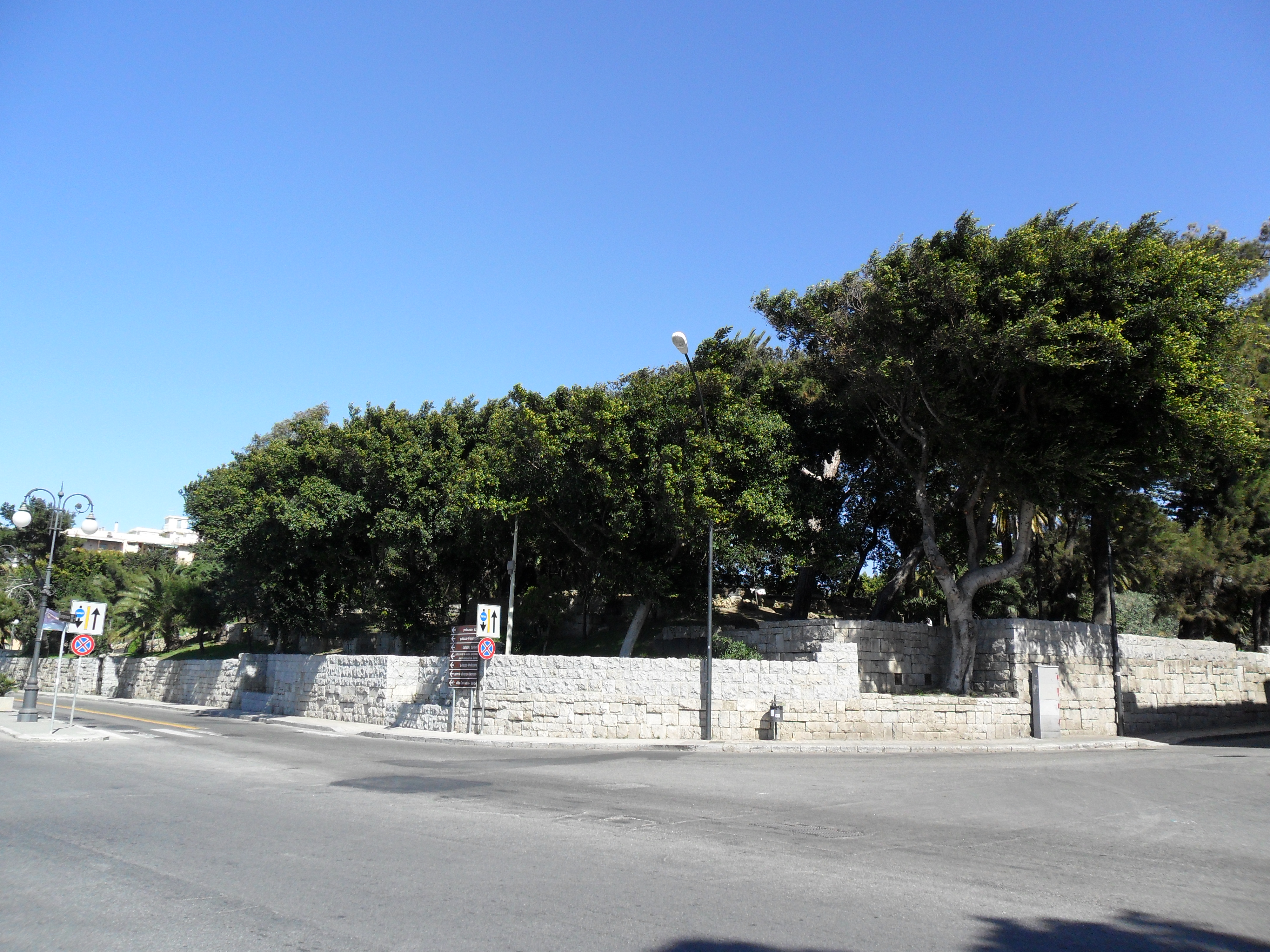
parte dell'esterno della villa

La Villa possiede molte piante rare, per cui è considerata dagli esperti un vero e proprio orto botanico con pregevoli esempi di flora tropicale ed equatoriale.
Tra le molte specie di piante rare infatti sono presenti:
- la Dracaena draco (o Tronchetto della felicità), di cui un bell'esemplare di circa 4 m si trova al centro della villa; la pianta emette una sostanza resinosa che ha la capacità di proteggere dagli acidi, utilizzata anche come tintura per i violini.
- la Nolina recurvata (o Yucca elephantipes) si può osservare sul lato est, caratteristica perché le sue radici hanno la forma del piede dell'elefante.
- la Chorisia insignis nota come albero antiscimmia, è una singolare pianta originaria del Perù; possiede un vistoso rigonfiamento del tronco, ricoperto da aculei, al cui interno la pianta conserva una scorta d'acqua per i periodi di siccità; i suoi fiori sono variopinti di rosso, bianco e giallo.
- la Cycas revoluta, di cui ve ne è un esemplare intorno al monumento a Vittorio Emanuele III, è un alberello ad altezza d'uomo con un fusto a forma di colonna. È considerato un "fossile vivente" il cui genotipo potrebbe contenere informazioni sull'ambiente biologico di quasi 200 milioni di anni fa.
- la Araucaria excelsa si trova al centro della villa con uno splendido esemplare; è alta circa 25 e possiede due teste, emesse dopo una decapitazione che la pianta subì durante il bombardamento del 1943.
- la Howea forsteriana (o Kentia), di cui un esemplare alto circa 12 m si trova nei pressi del corso Garibaldi.
- lo Schinus molle (o Falso Pepe), un esemplare di circa 5 m sorge sempre nei paraggi, i suoi frutti hanno l'odore del pepe nero.
- delle magnolie di circa 6 m, con fiori dal profumo particolarmente intenso, sono vicino al laghetto.
- l'Acanthus mollis vicino al laghetto, d'altezza non superiore al metro, è proprio l'acanto di classica memoria le cui foglie sono scolpite nei capitelli corinzi.
- l'Albero della canfora cresce lungo il sentiero che collega il laghetto al piazzale, raggiunge i 10 m d'altezza ed è originario della Cina e del Giappone; emette un olio che, distillato, ha proprio l'odore della canfora[1].

## Storia della Villa
Nata nel 1854 su iniziativa del governo borbonico per ospitare un orto botanico, fu acquisita dal demanio nel 1896.
L'inaugurazione del giardino botanico risale al 1907, quando Vittorio Emanuele III, per l'occasione, scoprì il busto del padre Umberto.